# 유창현 (축구인)
유창현(柳昌鉉, 1985년 5월 14일 ~ )은 대한민국의 전 축구선수, Hanam FC (하남유소년축구클럽) 코치로 활동했던 지도자 출신의 개인사업자(청주 안양등심해장국 사장)이다.

## 축구인경력

### 선수 생활
2008 K리그 드래프트를 통해 포항 스틸러스에 입단하였으나 1군에서 기회를 잡지 못하고 주로 2군 리그에서 활약했다. 2008년 2군리그 23경기 15개의 공격포인트, 13득점 2도움으로 득점왕을 차지하였다. 2009년, K리그 1군 무대에 데뷔했고 6월 21일 인천 유나이티드와의 경기에서 본인의 K리그 첫 득점을 성공시켰다. 2009년 그는 총 20경기에서 7골을 넣으며 포항의 주축 공격수로 자리잡았다.
2010 시즌이 끝난 후 광주 상무에 입단하였고, 공격수 부족에 허덕이던 상주에서 주전으로 활약하며 리그 45경기에 출전하여 6골을 기록하였다. 2012년 9월 원 소속팀인 포항 스틸러스에 복귀하여 주로 교체 출전하며 10경기 1골 1도움을 기록하였으나, 2013 시즌을 앞두고 발복 부상을 당해 9월까지 경기에 나서지 못하였다. 2014 시즌에는 교체 자원으로 주로 활약하며 28경기에서 4골 3도움을 기록하였다.
2015 시즌을 앞두고 전북 현대 모터스로 이적하였다. 2016 시즌에는 성남 FC로 이적하였으며 여름 이적 시장에서 서울 이랜드 FC로 6개월 단기 임대로 활약한 후에 자유계약선수(FA)로 풀린다.
2017 시즌을 앞두고 자신의 친정팀 포항 스틸러스에서 입단 테스트 탈락이라는 자존심에 금이 가는 상황을 겪게 되었으며 결국 시즌이 시작되기 전에 새로운 팀을 구하지 못한 처지가 되고 말았다.
2017년 4월 1일Hanam FC의 카카오스토리에 따르면 유창현 선수는 고향에 위치한 하남 FC의 유소년 코치로서 지도자 생활을 시작하게 되었으며 자연스럽게 선수 생활의 마침표를 찍는다.

## 플레이 스타일
수비수 뒷공간을 파고들며 미드필더에서 오는 패스를 한두번의 볼 터치 이후에 슛으로 연결하는 스타일이다. 공을 잡고 수비를 제치거나 몸싸움으로 볼을 따내기 보다는 동료의 패스를 효과적으로 골로 연결해내는 선수이다. 몸싸움에 그렇게 강하지 않지만, 공중볼 경합시 헤딩골을 만들어 낸다. 이는 공간 활용능력이 뛰어나다는 것을 알 수 있다. 특히 골키퍼의 왼쪽 방향에서 각이 없는 지점으로 돌파에 강한 모습을 보인다. 이 지점에서 어려운 골을 만들어 낸다.

## 경기 출장 경력
2017년 4월 22일 기준
| 클럽             | 시즌 | 리그 | 리그 | 국내 FA컵 | 국내 FA컵 | 리그컵 | 리그컵 | 대륙 대회 | 대륙 대회 | 전체 | 전체 |
| 클럽             | 시즌 | 출장 | 득점 | 출장      | 득점      | 출장   | 득점   | 출장      | 득점      | 출장 | 득점 |
| ---------------- | ---- | ---- | ---- | --------- | --------- | ------ | ------ | --------- | --------- | ---- | ---- |
| 포항 스틸러스    | 2008 | 0    | 0    | 0         | 0         | 0      | 0      | 0         | 0         | 0    | 0    |
| 포항 스틸러스    | 2009 | 20   | 7    | 2         | 0         | 5      | 4      | 5         | 0         | 32   | 11   |
| 포항 스틸러스    | 2010 | 11   | 2    | 1         | 0         | 4      | 0      | 4         | 0         | 20   | 2    |
| 상주 상무 피닉스 | 2011 | 18   | 2    | 1         | 0         | 3      | 0      | -         | -         | 22   | 2    |
| 상주 상무 피닉스 | 2012 | 24   | 4    | 2         | 1         | -      | -      | -         | -         | 26   | 5    |
| 포항 스틸러스    | 2012 | 10   | 1    | 1         | 0         | -      | -      | -         | -         | 11   | 1    |
| 포항 스틸러스    | 2013 | 4    | 0    | 0         | 0         | -      | -      | 0         | 0         | 4    | 0    |
| 포항 스틸러스    | 2014 | 28   | 4    | 0         | 0         | -      | -      | 3         | 0         | 31   | 4    |
| 전북 현대 모터스 | 2015 | 7    | 2    | 1         | 0         | -      | -      | 2         | 0         | 10   | 2    |
| 성남 FC          | 2016 | 3    | 0    | 2         | 0         | -      | -      | -         | -         | 5    | 0    |
| 서울 이랜드 FC   | 2016 | 9    | 0    | -         | -         | -      | -      | -         | -         | 9    | 0    |
| 통산             | 통산 | 134  | 22   | 10        | 1         | 12     | 4      | 14        | 0         | 170  | 27   |

## 수상

### 개인
- 2009년 피스컵 코리아 득점왕

### 클럽

#### 포항 스틸러스
- K리그 클래식 우승 1회 (2013년)
- K리그 컵 우승 1회 (2009년)
- AFC 챔피언스리그 우승 1회 (2009년)
- FA컵 우승 2회 (2012년, 2013년)

#### 전북 현대 모터스
- K리그 클래식 우승 1회 (2015년)